# 윌리스 아일랜드
윌리스섬(Willis Island)은 산호해 제도의 그레이트배리어 리프(Great Barrier Reef) 너머에 위치한 호주의 외부 영토인 산호해 제도 영토(Coral Sea Islands Territory)중, 유일하게 사람이 거주하는 섬이다. 이 섬은 퀸즐랜드 주 케언스에서 동쪽으로 약 450km(280마일) 떨어져 있으며 약 12km(7.5마일)가량 직선으로 뻗은 세 개의 섬이다. 윌리스 섬은 북서쪽에서 남동쪽으로 뻗어 있으며 길이 약 500m, 폭 약 150m, 면적 약 7.7헥타르, 높이 약 9m이다.

## 기상 관측소
오스트레일리아 기상청은 윌리스 섬에 기상 관측소를 두고 있다. 섬에는 보통 기상 관측자가 4명 있는데, 그 중 한 명은 담당관이고 한 명은 기술 담당관으로 윌리스 섬에 거주한다.

### 역사
윌리스 섬 기상 관측소는 1921년에 설립되었으며 퀸즐랜드에 사이클론 조기 경보 서비스를 제공하기 위해 무선 송신기 장비를 갖추고 있다. 첫번째 책임자는 존 킹 데이비스였다.

#### 사이클론 야시
2011년 2월 2일 오전 8시 30분, 사이클론 야시가 윌리스 섬 상공에서 제5등급 열대 저기압으로 이동하였다. 이로 인해 역무원 4명 전원이 대피하는 일이 있었다. 풍속계가 고장나기 전 기상 관측소 장비는 시속 185km의 풍속을 기록했으며 기압은 937.9 헥토파스칼(703.5 mmHg)까지 떨어졌다. 오전 9시경, 사이클론으로 인해 레이더 데이터에 장애가 발생했으며, 대략 한 시간 후 섬과의 통신이 끊기는 일도 있었다.
2011년 2월 17일, 서비스가 복구되었다. 기상청 대변인은 핵심 건물의 지붕, 갑판 덮개, 태양 전지판이 경미한 손상을 입었다고 말했다. 그는 "레이더를 보호하는 덮개가 완전히 파괴돼 교체가 필요하다"고 말했다. 이와 관련된 폭풍 및 해일은 발전기, 하수도, 담수화 장비에도 피해를 입혀 기상 관측소의 시설은  2011년 12월 12일에야 복구되었다.

### 하부 구조

#### 과거 인프라
1950년부터 1968년에 건설된 대부분의 인프라는 2004년까지 그대로 존재했다. 이후 유지보수와 리모델링이 이뤄져 총 7.7 헥타르의 땅에는 다음과 같은 다양한 8개의 건물이 수용되어 있었다:
- 1950년에 건설된 본관 주거 레크리에이션, 주방/식당, 침실, 사무실 및 장비실
- 1950년에 지어진 본점
- 1950년에 지어진 세탁동
- 1950년에 건설된 벙커/사이클론 대피소
- 1968년에 건설된 발전기 건물
- 1968년에 건설된 소방 펌프 건물
- 1968년에 건설된 인화성 액체 벙커
- 풍선 충전 및 수소 저장 건물 건설 1950 (유죄)

기상청과 부엌 거실 사이에 개인 생활 숙소가 마련되어 있다. 기상 장비에는 인클로저와 7m 높이의 레이더 타워와 돔이 존재한다. 이외의 장비로는 해수담수화 공장과 환경 순환 하수 처리 공장이 있다.

#### 현재 인프라
2005년부터 다음과 같은 새로운 시설과 장비가 건설되었다:
- 기상청, 식당, 숙박시설, 휴양시설, 발전소
- 관련 현장 작업을 포함한 수소 발생기 건물 및 가스 저장고
- 연료 저장 탱크를 새로운 콘크리트 방벽 디젤 연료 구역으로 이전
- 통신, 배전, 상하수도, 소방호스 관련 지하 서비스
- 위성 안테나 및 레이더 타워 이전
- 개조된 해수 펌프 건물

숙박 시설은 4명의 상근 인원과 최대 10명의 방문 직원을 수용할 수 있다.
기상 장비에는 인클로저와 7m 높이의 레이더 타워와 돔이 존재한다. 다른 장비들로는 해수담수화 공장과 환경 순환 하수 처리 공장이 있으며, 발전은 풍력 발전기와 태양광 발전기가 결합된 디젤 발전기의 하이브리드 시스템으로 구성된다. 바닷가 근처의 조류와 구아노 퇴적물로 인해 빗물 채취는 시행하지 않는다.

### 휴양시설
기상 관측소 내부에는 수영장과, 다트, 탁구 테이블 등의 편의시설과 외부 스포츠 공간, 체육관이 있다. 바다 낚시를 할 수 있는 기회도 있다고 한다.
도서관도 잘 관리되어 있으며 두 개의 위성TV 시스템을 구축해 네트워크 텐과 ABC, 그리고 말레이시아와 인도네시아 등의 방송을 무료로 시청할 수 있다. 미국의 텔레비전 채널인 CNN과 MTV도 있으며, 넓은 비디오 방도 추가로 구비되어 있다.

### 위험 감소
사이클론으로 인한 강풍과 파도로 인해 섬이 쓰레기 매립지처럼 더럽혀진 적이 있다. 2004년과 2005년에는 산호초와 모래언덕 등 민감한 지역을 보호하기 위해 대규모 청소 캠페인이 실시되기도 했다.
오늘날, 섬에서 발생한 모든 폐기물과 해안으로 밀려오는 모든 쓰레기는 적절한 처리를 위해 직원 교환 선박으로 다시 운송된다.
사이클론 야시로 인해 섬의 매립지가 발견됐는데, 석면 함유 물질(ACM)이 일부 포함된 것으로 밝혀져 섬의 모든 폐기물이 제거되었다.
윌리스 섬 근무자들에 대한 공식적 건강 및 안전 조사는 GHD(2007년 및 2011년)와 Parsons Brinkerhoff(2011년 4월 - TC Yasi 이후)에 수행되었다. 조사를 통해 섬의 근무자들이 석면 섬유에 노출될 가능성은 없다는 결론을 내렸다.
가끔 오래된 석면 시멘트가 윌리스 섬으로 밀려오나, 수거되어 퀸즐랜드 정부의 EPA 입법 요구사항에 따라 처리된다. 처리 과정에서는 검증된 안전 장비를 사용한고 알려져 있다.
직원들은 날씨 풍선에 사용할 수소를 자체적으로 생산하는데, 1994년 이전까지는 수소 제작을 위한 화학 공정이 사용되었다. 이 과정은 독성 잔류물을 생성하여 지역 조류의 생명에 위험을 초래했기 때문에, 현재는 물을 수소와 산소로 분해하는 "전기 변환기"가 사용된다.

## 조류
가장 일반적인 서식지는 쐐기 모양의 꼬리를 가진 새와 그을린 제비갈매기 그리고 검은 노디이다. 서식하는 새의 수가 많아 섬에는 밤낮으로 새들의 울음소리가 들린다. 복면제비, 갈색제비, 붉은발얼가니새 등 여러 종이 섬을 통해 이동한다. 볏제비갈매기도 종종 목격된다. 존 킹 데이비스에 따르면, 섬에 서식하는 새들은 버프 밴드 레일, 나무 모래파이프이며, 킹피셔와 붉은 꼬리 열대 조류가 종종 방문한다고 한다.

## 기후
윌리스 섬은 쾨펜의 기후구분 중 열대 사바나 기후에 해당돼 11월부터 4월까지는 덥고 습한 우기, 5월부터 10월까지는 따뜻하고 습한 건기로 나타난다. 이는 퀸즐랜드 북부의 대부분 지역에서 전형적으로 나타나는 기후이기도 하다. 겨울에도 따뜻하고 바람이 많이 부는 습한 날씨로 평균 기온은 26.6 °C(79.9 °F)이지만, 건조한 계절이 길어지면 연평균 강수량이 1073.4 mm(42.3 인치) 감소한다.
기온은 산호해에 의해 조절된다. 절대 온도 범위는 2002년 2월 9일 35.2 °C (95.4 °F)에서 2007년 6월 28일 18.4 °C (65.1 °F)까지 매우 좁은 편인데다가, 오스트레일리아 본토의 케언스와 비교하여 일주 온도 범위는 제한적인 수준이다. 기온은 일년 내내 비슷하지만, 케언스는 건조한 계절에 습도가 더 낮으며 밤에 더 춥다. 평균 기온의 경우, 2월 28.5 °C에서 7월과 8월 24.4 °C까지 다양하게 분포한다.
비의 경우, 우기 동안 북동쪽 무역풍에서 오는 뇌우에 의해 오지만, 윌리스 섬의 경우 태즈먼 해에서 오는 한랭 전선이 도착하여 비를 전달하기에는 너무 북쪽에 있다. 이러한 특성 때문에, 윌리스 섬의 여름 강수량은 매우 가변적이다. 1992년 11월에는 1.0mm(0.04인치)에 불과했지만 1997년 3월에는 1484.8mm(58.46인치)라는 놀라운 기록을 세우며 한 달 만에 연평균을 넘어섰다. 평균 풍속이 더 높기 때문에 사이클론이 여름에 발생하는 경우도 있다. 겨울의 경우 훨씬 건조해서 9월에는 7.1mm(0.28인치)의 강우량이 측정된 적도 있다.
| Willis Island, Coral Sea Islands, Australia (1991-2020 normals, extremes 1930-present)의 기후 | Willis Island, Coral Sea Islands, Australia (1991-2020 normals, extremes 1930-present)의 기후 | Willis Island, Coral Sea Islands, Australia (1991-2020 normals, extremes 1930-present)의 기후 | Willis Island, Coral Sea Islands, Australia (1991-2020 normals, extremes 1930-present)의 기후 | Willis Island, Coral Sea Islands, Australia (1991-2020 normals, extremes 1930-present)의 기후 | Willis Island, Coral Sea Islands, Australia (1991-2020 normals, extremes 1930-present)의 기후 | Willis Island, Coral Sea Islands, Australia (1991-2020 normals, extremes 1930-present)의 기후 | Willis Island, Coral Sea Islands, Australia (1991-2020 normals, extremes 1930-present)의 기후 | Willis Island, Coral Sea Islands, Australia (1991-2020 normals, extremes 1930-present)의 기후 | Willis Island, Coral Sea Islands, Australia (1991-2020 normals, extremes 1930-present)의 기후 | Willis Island, Coral Sea Islands, Australia (1991-2020 normals, extremes 1930-present)의 기후 | Willis Island, Coral Sea Islands, Australia (1991-2020 normals, extremes 1930-present)의 기후 | Willis Island, Coral Sea Islands, Australia (1991-2020 normals, extremes 1930-present)의 기후 | Willis Island, Coral Sea Islands, Australia (1991-2020 normals, extremes 1930-present)의 기후 |
| 월                                                                                            | 1월                                                                                           | 2월                                                                                           | 3월                                                                                           | 4월                                                                                           | 5월                                                                                           | 6월                                                                                           | 7월                                                                                           | 8월                                                                                           | 9월                                                                                           | 10월                                                                                          | 11월                                                                                          | 12월                                                                                          | 연간                                                                                          |
| --------------------------------------------------------------------------------------------- | --------------------------------------------------------------------------------------------- | --------------------------------------------------------------------------------------------- | --------------------------------------------------------------------------------------------- | --------------------------------------------------------------------------------------------- | --------------------------------------------------------------------------------------------- | --------------------------------------------------------------------------------------------- | --------------------------------------------------------------------------------------------- | --------------------------------------------------------------------------------------------- | --------------------------------------------------------------------------------------------- | --------------------------------------------------------------------------------------------- | --------------------------------------------------------------------------------------------- | --------------------------------------------------------------------------------------------- | --------------------------------------------------------------------------------------------- |
| 역대 최고 기온 °C (°F)                                                                        | 35.1 (95.2)                                                                                   | 35.2 (95.4)                                                                                   | 33.8 (92.8)                                                                                   | 33.9 (93.0)                                                                                   | 31.5 (88.7)                                                                                   | 32.2 (90.0)                                                                                   | 29.8 (85.6)                                                                                   | 30.0 (86.0)                                                                                   | 31.6 (88.9)                                                                                   | 32.4 (90.3)                                                                                   | 33.6 (92.5)                                                                                   | 34.8 (94.6)                                                                                   | 35.2 (95.4)                                                                                   |
| 월평균 최고 기온 °C (°F)                                                                      | 32.2 (90.0)                                                                                   | 32.0 (89.6)                                                                                   | 31.3 (88.3)                                                                                   | 30.0 (86.0)                                                                                   | 28.8 (83.8)                                                                                   | 28.0 (82.4)                                                                                   | 27.3 (81.1)                                                                                   | 27.6 (81.7)                                                                                   | 28.6 (83.5)                                                                                   | 30.0 (86.0)                                                                                   | 31.0 (87.8)                                                                                   | 32.1 (89.8)                                                                                   | 32.2 (90.0)                                                                                   |
| 일평균 최고 기온 °C (°F)                                                                      | 30.8 (87.4)                                                                                   | 30.8 (87.4)                                                                                   | 29.9 (85.8)                                                                                   | 29.0 (84.2)                                                                                   | 27.8 (82.0)                                                                                   | 26.7 (80.1)                                                                                   | 26.2 (79.2)                                                                                   | 26.4 (79.5)                                                                                   | 27.4 (81.3)                                                                                   | 28.6 (83.5)                                                                                   | 29.8 (85.6)                                                                                   | 30.8 (87.4)                                                                                   | 28.7 (83.6)                                                                                   |
| 일일 평균 기온 °C (°F)                                                                        | 28.5 (83.3)                                                                                   | 28.5 (83.3)                                                                                   | 27.8 (82.0)                                                                                   | 27.6 (81.7)                                                                                   | 26.0 (78.8)                                                                                   | 24.9 (76.8)                                                                                   | 24.4 (75.9)                                                                                   | 24.4 (75.9)                                                                                   | 25.3 (77.5)                                                                                   | 26.3 (79.3)                                                                                   | 27.4 (81.3)                                                                                   | 28.4 (83.1)                                                                                   | 26.6 (79.9)                                                                                   |
| 일평균 최저 기온 °C (°F)                                                                      | 26.1 (79.0)                                                                                   | 26.2 (79.2)                                                                                   | 25.7 (78.3)                                                                                   | 25.2 (77.4)                                                                                   | 24.2 (75.6)                                                                                   | 23.1 (73.6)                                                                                   | 22.5 (72.5)                                                                                   | 22.4 (72.3)                                                                                   | 23.1 (73.6)                                                                                   | 24.0 (75.2)                                                                                   | 25.0 (77.0)                                                                                   | 25.9 (78.6)                                                                                   | 24.5 (76.0)                                                                                   |
| 월평균 최저 기온 °C (°F)                                                                      | 24.5 (76.1)                                                                                   | 24.4 (75.9)                                                                                   | 24.1 (75.4)                                                                                   | 23.7 (74.7)                                                                                   | 22.6 (72.7)                                                                                   | 21.5 (70.7)                                                                                   | 20.9 (69.6)                                                                                   | 20.8 (69.4)                                                                                   | 21.8 (71.2)                                                                                   | 22.9 (73.2)                                                                                   | 23.5 (74.3)                                                                                   | 24.3 (75.7)                                                                                   | 20.8 (69.4)                                                                                   |
| 역대 최저 기온 °C (°F)                                                                        | 20.7 (69.3)                                                                                   | 20.9 (69.6)                                                                                   | 20.8 (69.4)                                                                                   | 18.9 (66.0)                                                                                   | 19.9 (67.8)                                                                                   | 16.9 (62.4)                                                                                   | 17.2 (63.0)                                                                                   | 16.4 (61.5)                                                                                   | 18.6 (65.5)                                                                                   | 18.9 (66.0)                                                                                   | 20.9 (69.6)                                                                                   | 21.1 (70.0)                                                                                   | 16.4 (61.5)                                                                                   |
| 평균 강우량 mm (인치)                                                                         | 174.0 (6.85)                                                                                  | 197.2 (7.76)                                                                                  | 246.3 (9.70)                                                                                  | 98.7 (3.89)                                                                                   | 72.5 (2.85)                                                                                   | 44.5 (1.75)                                                                                   | 42.5 (1.67)                                                                                   | 18.2 (0.72)                                                                                   | 7.1 (0.28)                                                                                    | 17.6 (0.69)                                                                                   | 49.4 (1.94)                                                                                   | 99.9 (3.93)                                                                                   | 1,067.9 (42.03)                                                                               |
| 평균 강우일수 (≥ 1 mm)                                                                        | 11.7                                                                                          | 11.7                                                                                          | 14.4                                                                                          | 9.5                                                                                           | 7.3                                                                                           | 6.5                                                                                           | 4.4                                                                                           | 3.4                                                                                           | 1.5                                                                                           | 2.1                                                                                           | 4.4                                                                                           | 7.6                                                                                           | 84.5                                                                                          |
| 평균 오후 상대 습도 (%)                                                                       | 74                                                                                            | 78                                                                                            | 76                                                                                            | 74                                                                                            | 72                                                                                            | 70                                                                                            | 67                                                                                            | 67                                                                                            | 66                                                                                            | 67                                                                                            | 69                                                                                            | 70                                                                                            | 71                                                                                            |
| 평균 이슬점 °C (°F)                                                                           | 24.0 (75.2)                                                                                   | 24.7 (76.5)                                                                                   | 23.8 (74.8)                                                                                   | 22.4 (72.3)                                                                                   | 20.8 (69.4)                                                                                   | 19.4 (66.9)                                                                                   | 18.0 (64.4)                                                                                   | 18.3 (64.9)                                                                                   | 19.2 (66.6)                                                                                   | 20.3 (68.5)                                                                                   | 21.9 (71.4)                                                                                   | 23.2 (73.8)                                                                                   | 21.3 (70.4)                                                                                   |
| 출처 1: Bureau of Meteorology (1991–2020 averages)                                            |                                                                                               |                                                                                               |                                                                                               |                                                                                               |                                                                                               |                                                                                               |                                                                                               |                                                                                               |                                                                                               |                                                                                               |                                                                                               |                                                                                               |                                                                                               |
| 출처 2: Extremes 1930–present                                                                 |                                                                                               |                                                                                               |                                                                                               |                                                                                               |                                                                                               |                                                                                               |                                                                                               |                                                                                               |                                                                                               |                                                                                               |                                                                                               |                                                                                               |                                                                                               |

## 같이 보기
- 오스트레일리아의 섬 목록
- 산호해 제도의 등대 목록

## 추가 자료
- “Redevelopment of Willis Island Meteorological Office, Coral Sea”. 《Parliamentary Standing Committee on Public Works》 (Canberra). 2005. ISBN 0-642-78699-2.
- "Solitude and Solecisms: A Willis Island Notebook" by Frank Exon, edited by Neville Exon (Imprint: Australian Scholarly Publishing, 2012) is the journal and sketchbook of Frank Exon, a 27-year-old engineer for Amalgamated Wireless, kept while he was stationed on the island with two companions for six months in the 1920s: 'an engaging tale penned and illustrated by a natural writer and an astute observer of the natural world and of human nature, a testament to the resilience and good humour of a generation that had known the Great War'.